# Urus Este
De Urus Este is een 5.420 meter hoge berg in Peru, die deel uitmaakt van de bergketen Cordillera Blanca in de Andes. In de Vallei Quebrada Ishinca.
Het is een van de zeer populaire acclimatisatie-bergen in de Cordillera Blanca. De subtoppen van de Urus bergkam, de Urus Central en Urus Oeste worden zelden beklommen. Vanaf de top heeft men een mooi overzicht van de andere bergen en routes in dit dal zoals de Ishinca, Tocllaraju en Ranrapalca.

## Klimroutes
Via de gebruikelijke route is de Urus Este een makkelijke berg PD-, die vanuit het centraal gelegen basiskamp Ishinca eenvoudig te bereiken is. De normale route bestaat uit een steile morenerug van 500 m (2 à 3 uur) en loopt verder op een maximaal 45 graden steile gletsjer. De laatste 80 m bestaat uit granietplaten die eenvoudig te beklimmen zijn.